# 2017년 북대서양 허리케인
2017년 북대서양 허리케인은 2017년에 대서양 북부에서 발생한 허리케인이다.

## 허리케인 이름
| - 제1호 알린 (사용함) - 제2호 브렛 (사용함) - 제3호 신디 (사용함) - 제4호 돈 (사용함) - 제5호 에밀리 (사용함) - 제6호 프랭클린 (사용함) - 제7호 거트 (사용함) | - 제8호 하비 (사용함) - 제9호 어마 (사용함) - 제10호 호세 (사용함) - 제11호 카티아 (사용함) - 제12호 리 (사용함) - 제13호 마리아 (사용함) - 제14호 네이트 (사용함) | - 제15호 오필리아 (사용함) - 제16호 필리프 (사용함) - 제17호 리나 (사용함) - 제18호 숀 (사용안함) - 제19호 태미 (사용안함) - 제20호 빈스 (사용안함) - 제21호 휘트니 (사용안함) | - 제22호 알파 (사용안함) - 제23호 베타 (사용안함) - 제24호 감마 (사용안함) - 제25호 델타 (사용안함) - 제26호 엡실론 (사용안함) - 제27호 제타 (사용안합) - 제28호 에타 (사용안합) - 제29호 세타 (사용안함) - 제30호 요타 (사용안함) |

## 같이 보기
- 2017년 동태평양 허리케인
- 2017년 북인도양 사이클론
- 2017년 태풍